# Bulbophyllum catenarium
Bulbophyllum catenarium är en orkidéart som beskrevs av Henry Nicholas Ridley. Bulbophyllum catenarium ingår i släktet Bulbophyllum och familjen orkidéer. Inga underarter finns listade i Catalogue of Life.